# マーコシュ・グバ
マーコシュ・グバ（洪：Mákos Guba）はハンガリーの黒い芥子の実とパンから作る伝統的なプディング状のデザートである。マーコシュ・グボー（mákos gubó）、ボバーイカ（bobájka）とも呼ばれる。ハンガリーでは、ハンガリー王国時代に北部ハンガリーと呼ばれたスロバキアの伝統料理として知られている。
マーコシュ・グバを作るときは、水に浸したコッペパンを使えば簡単で、ハンガリーではキフリが使われる。しかし伝統的にはマーコシュ・グバ専用の甘い乾パンが使われる。20世紀の始めにはマーコシュ・グバ用のパンを釜で他のパンといっしょに焼き、モスリンの袋に入れて天井の梁から吊るして数ヶ月保存した。

## 作り方

### コッペパンで作る場合
オーブンで軽く焼いたコッペパンを輪切りにして、バニラシュガーやバニラ風味のホットミルクを注ぐ。ミルクを吸ったコッペパンに、砂糖と芥子の実をふりかける。またはそのまえにオーブンで焼くことも普通である。

### パン生地で作る場合
伝統的なボバイカは独特な乾パンあるいはビスケットで作る。人肌に温めた牛乳に砂糖とイースト、卵黄、小麦粉、バターを加えてパン生地を作り、発酵して膨らんだ後、手で長くのばし、焼く前か後に輪切りにする。焼き上げたパンは半年間保存できる。食べる前にパンに湯を注いでふやかし、温めた牛乳、バター、バニラ、レモンピール、砂糖と挽いた芥子の実をかけて食べる。

## ドイツとポーランド

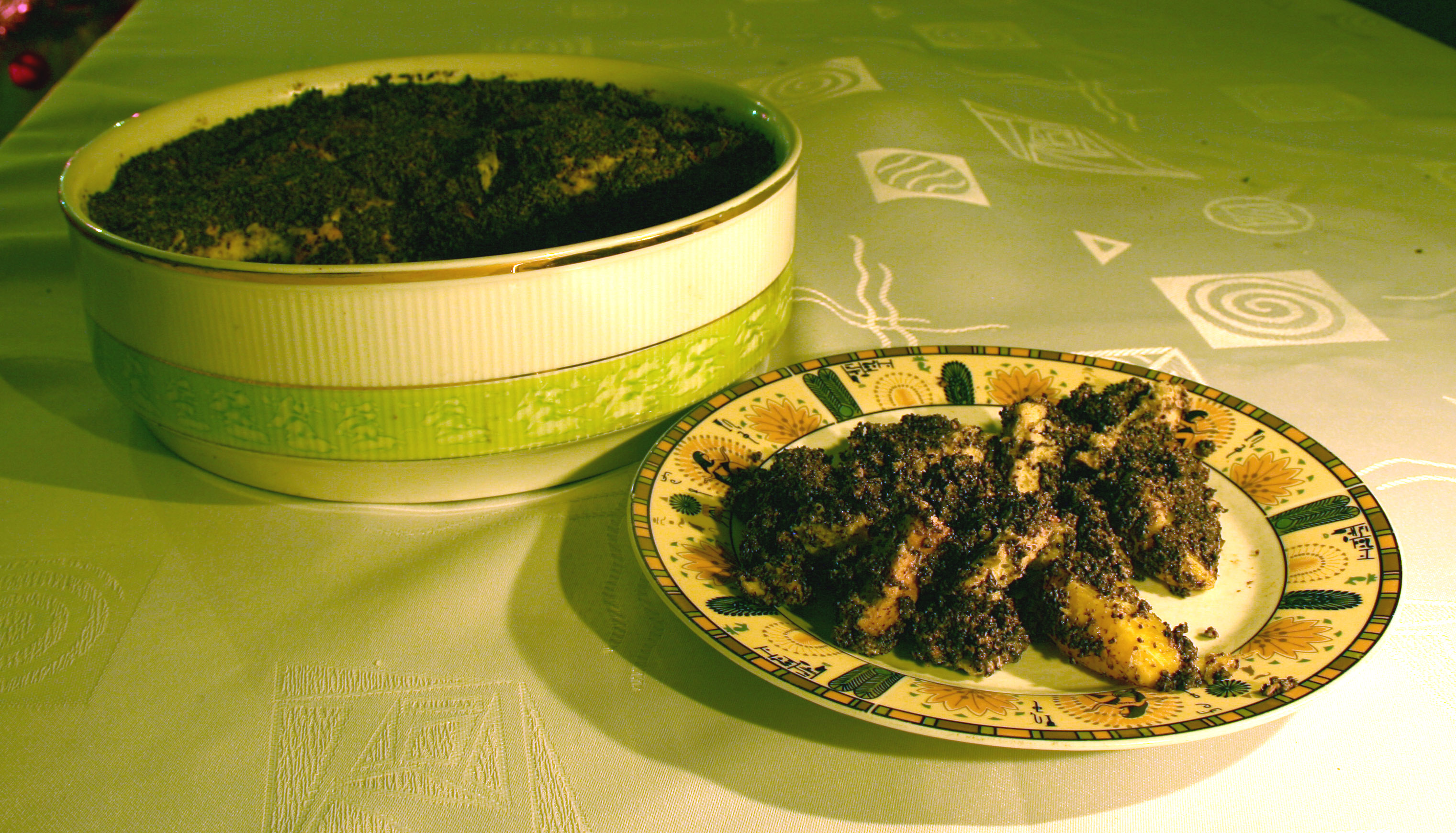
ポーランドのマクフキ

旧東ドイツでは「芥子の実のダンプリング」という意味の低シレジア語でモーンピーレン (Mohnpielen)、モーンクリースラ（Mohnkließla）、モーン＝クリーサ（Mohn-Kließa）またはモクリーサ（Mokließa）と呼ばれる。ポーランドではマクフキ（Makówki）と呼ばれる。
パンはドイツではヴァイツェンブロートやミルヒブレーチェン（牛乳でこねたロールパン）、ポーランドではハウカを用いる。トライフルを作るときのように、挽いた芥子の実と牛乳、砂糖、レーズン、アーモンドやクルミを加えて煮立てたものとパンの薄切りをボウルに交互に重ねて入れ、冷蔵庫で冷やす。ドイツでは層状にしないでパンと芥子の実などを混ぜ合わせるだけの場合もある。
元々はシレジアのクリスマス・イヴや大晦日の料理であり、豊穣を象徴する芥子の実が翌年に福とお金をたくさんもたらすと信じられていた。